# Круглово (Юринський район)
Кругло́во (рос. Круглово, марій. Круглово) — присілок у складі Юринського району Марій Ел, Росія. Входить до складу Мар'їнського сільського поселення.

## Населення
Населення — 70 осіб (2010; 119 у 2002).
Національний склад (станом на 2002 рік):
- росіяни — 99 %